# شركة خارج للبتروكيماويات
شركة خارج للبتروكيماويات (بالفارسية: شرکت پتروشیمی خارگ) هي شركة بتروكيماوية إيرانية تقع في جزيرة خارج، وهي جزيرة قارية إيرانية.

## نظرة عامة
تأسست شركة خارج للبتروكيماويات في جزيرة خارج عام 1965، وكانت تُعرف في الأصل باسم شركة خارج الكيميائية. كان الغرض الرئيسي منها إعادة تدوير الغاز الحامضي ومختلف المنتجات الثانوية من غازات آبار النفط البحرية الإيرانية، بما في ذلك البروبان والبوتان والنفثا والكبريت. تأسست الشركة كمشروع مشترك بنسبة 50/50 بين الشركة الوطنية الإيرانية للنفط وشركة أموكو. قامت شركة أمريكية، وهي شركة ج. إي. بريتشارد، بتطوير التصميم الهندسي الأولي للوحدات التشغيلية، بينما نفذت شركة شيودا عملية البناء والتركيب. بدأ البناء في أوائل عام 1967، وتم تشغيل المنشأة في عام 1969. مع مرور الوقت، وسعت الشركة عملياتها لتشمل إنتاج الميثانول، مع إنشاء مصنع الميثانول الخاص بها. بدأ بناء مصنع الميثانول، الذي صممته شركة لورجي إيه جي، في عام 1994. وتم تشغيل هذا المصنع في عام 1999. تم تحويل الشركة إلى شركة عامة في 11 سبتمبر 1996، وأُدرجت في بورصة طهران في 16 يناير 1999 تحت الرمز "PKHA1".

## المنتجات
تنتج شركة خارج للبتروكيماويات الكبريت والبروبان والبوتان والبنتان والميثانول من خلال تنقية الغازات الحامضية المستخرجة من آبار النفط البحرية الإيرانية.

## العقوبات
في عام 2022، فرضت وزارة الخزانة الأمريكية عقوبات على شركات خارج ومارون وفناوران للبتروكيماويات بهدف استهداف صادرات المنتجات البتروكيماوية الإيرانية.